# Yaizu

Yaizu (焼津市 Yaizu-shi?) este un municipiu din Japonia, prefectura Shizuoka.